# Premi Mediambiental Goldman
El Premi Mediambiental Goldman és un premi que es concedeix anualment com a recompensa als defensors de la naturalesa i del medi ambient. Està repartit en 6 categories en funció de la zona geogràfica: Àfrica, Àsia, Europa, les nacions insulars, Amèrica del Nord, Amèrica Central i Amèrica del Sud.
El premi va ser instituït al 1990 pels filantrops Richard N. Goldman (1920-2010) i Rhoda H. Goldman (1924-1996) per tal de demostrar el caràcter internacional dels problemes ambientals, per donar atenció pública a problemes globals d'importància crítica, per donar reconeixement als individus ordinaris que treballen per protegir i millorar el medi ambient, i per inspirar a altres per tal que segueixin l'exemple dels guanyadors del Premi. La primera cerimònia d'aquest premi, coincidint amb el Dia de la Terra, es va dur a terme el 16 d'abril de 1990.
Richard Goldman va fundar la Goldman Insurance Services a San Francisco. Rhoda Goldman era descendent de Levi Strauss.
Les nominacions als premis són enviades per un grup d'institucions que treballen en temes ambientals, arreu del món, i per un grup confidencial de 150 experts ambientals, de més de 70 nacions diferents. Els nominats treballen sobre una gran varietat de temes, incloent justícia ambiental, drets dels pobles indígenes, protecció dels recursos ambientals, biodiversitat i conservació, salut ambiental i defensa de la terra, entre molts altres.
Els guanyadors són seleccionats per un jurat intern. Després de ser notificats, participen en una gira de 10 dies per San Francisco i Washington DC, per participar en la cerimònia de premis, conferències i entrevistes.
El Premi Goldman amplifica la veu dels guanyadors i els dona: 
- Reconeixement internacional que millora la seva credibilitat
- Visibilitat mundial als problemes que defensen
- Suport financer per poder seguir lluitant per la seva visió d'un entorn renovat i protegit

Es tracta de la recompensa més generosa que s'ofereix als defensors del medi ambient a títol individual: 150 000 $ al 2008. El Premi Mediambiental Goldman també es coneix com el Premi Nobel Verd.

## Premiats
S'ordenen els guanyadors de cada any seguint el següent ordre: Àfrica, Àsia, Europa, Illes i nacions insulars, Amèrica del Nord, Amèrica del Sud i central.

### 1990
- Michael Werikhe, Kenya
- Harrison Ngau Laing, Malàisia
- János Vargha, Hongria
- Bob Brown, Austràlia
- Lois Gibbs, Estats Units
- Janet Gibson, Belize

### 1991
- Wangari Muta Maathai, Kenya
- Yoichi Kuroda, Japó
- Eha Kern i Roland Tiensuu, Suècia
- Cath Wallace, Nova Zelanda
- Samuel LaBudde, Estats Units
- Evaristo Nugkuag, Perú

### 1992
- Wadja Egnankou, Costa d'Ivori
- Medha Patkar, Índia
- Christine Jean, França
- Jeton Anjain, Illes Marshall
- Colleen McCrory, Canadà
- Carlos Alberto Ricardo, Brasil

### 1993
- Margaret Jacobsohn & Garth Owen-Smith Namíbia Namíbia
- Dai Qing Xina R.P. de la Xina
- Sviatoslav Zabelin Rússia Rússia
- John Sinclair Austràlia Austràlia
- JoAnn Tall Estats Units Estats Units
- Juan Mayr Colòmbia Colòmbia

### 1994
- Laila Iskander Kamel Egipte Egipte
- Tuenjai Deetes Tailàndia Tailàndia
- Heffa Schücking Alemanya Alemanya
- Andrew Simmons Saint Vincent i les Grenadines Saint Vincent i les Grenadines
- Matthew Coon Come Canadà Canadà
- Luis Macas Equador Equador

### 1995
- Ken Saro-Wiwa Nigèria Nigèria
- Yul Choi South Corea del Sud Corea del Sud
- Emma Must Anglaterra Anglaterra
- Noah Idechong Palaos República de Palau
- Aurora Castillo Estats Units Estats Units
- Ricardo Navarro El Salvador El Salvador

### 1996
- Ndyakira Amooti Uganda Uganda
- M.C. Mehta Índia Arxivat 2015-08-01 a Wayback Machine. Índia
- Albena Simeonova Bulgària Bulgària
- Bill Ballantine Nova Zelanda Nova Zelanda
- Edwin Bustillos Mèxic Mèxic
- Marina Silva Brasil Brasil

### 1997
- Nick Carter Zàmbia Zàmbia
- Loir Botor Dingit Indonèsia Indonèsia
- Alexander Nikitin Rússia Rússia
- Fuiono Senio & Paul Coix Samoa Samoa
- Terri Swearingen Estats Units Estats Units
- Juan Pablo Orrego Xile Xile

### 1998
- Sven "Bobby" Peek Sud-àfrica Sud-àfrica
- Hirofumi Yamashita Japó Japó
- Anna Giordano Itàlia Itàlia
- Atherton Martin República Dominicana República Dominicana
- Berito Kuwaru'wa Colòmbia Colòmbia
- Kory Johnson Estats Units Estats Units

### 1999
- Samuel Nguiffo Camerun Camerun
- Ca Hsaw Wa Myanmar Myanmar
- Michal Kravcik Eslovàquia Eslovàquia
- Jacqui Katona & Yvonne Margarula Austràlia Austràlia
- Bernard Martin Canadà Canadà
- Jorge Varela Hondures

### 2000
- Alexander Peal Libèria Libèria
- Oral Ataniyazova Uzbekistan Uzbekistan
- Vera Mischenko Rússia Rússia
- Nat Quansah Madagascar Madagascar
- Rodolfo Montiel Flores Mèxic Mèxic
- Elias Diaz Peña & Oscar Rivas Paraguai Paraguai

### 2001
- Eugène Rutagarama Ruanda Ruanda
- Yosepha Alomang Indonèsia Indonèsia
- Giorgos Catsadorakis & Myrsini Malakou Grècia Grècia
- Bruno Van Peteghem Nova Caledònia Nova Caledònia
- Jane Akre & Steve Wilson Estats Units Estats Units
- Oscar Olivera Bolívia Bolívia

### 2002
- Fatima Jibrell Somàlia Somàlia
- Pisit Charnsnoh Tailàndia Tailàndia
- Jadwiga Lopata Polònia Polònia
- Alexis Massol-González Puerto Rico Puerto Rico
- Sarah James & Jonathan Solomon Estats Units i Norma Kassi Canadà Estats Units Canadà
- Jean La Rose Guayana francesa

### 2003
- Odigha Odigha Nigèria Nigèria
- Von Hernandez Filipines Filipines
- Pedro Arrojo Agudo Espanya Espanya
- Eileen Kampakuta Brown & Eileen Wani Wingfield Austràlia Austràlia
- Julia Bonds Estats Units} Estats Units
- Maria Elena Foronda Farro Perú Perú

### 2004
- Rudolf Amenga-Etego, Ghana Ghana
- Rashida Bee et Champa Devi Shukla Índia Índia
- Manana Kochladze, Geòrgia Geòrgia
- Demetrio do Amaral de Carvalho, Timor-Leste
- Margie Richard, Estats Units Estats Units
- Líbia Gruixut Colòmbia Colòmbia

### 2005
- Corneille Ewango República del Congo Rep. del Congo
- Kaisha Atakhanova Kazakhstan Kazakhstan
- Stephanie Danielle Roth Romania Romania
- Jean-Baptiste Chavannes Haití
- Isidro Baldenegro López Mèxic Mèxic
- José Andrés Tamayo Cortez Hondures

### 2006
- Silas Kpanan' Siakor, Libèria Libèria
- Yu Xiaogang, Xina R.P. de la Xina
- Olya Melen, Ucraïna Ucraïna
- Anne Kajir, Papua Nova Guinea Papua Nova Guinea
- Craig I. Williams, Estats Units Estats Units
- Tarcisio Feitosa da Silva, Brasil Brasil

### 2007
- Hammerskjoeld Simwinga Zàmbia Zàmbia
- Tsetsegee Munkhbayar Mongòlia Mongòlia
- Willie Corduff Irlanda Irlanda
- Orri Vigfússon Islàndia Islàndia
- Sophia Rabliauskas Canadà Canadà
- Julio Cusurichi Perú Perú

### 2008
- Feliciano dos Santos Moçambic Moçambic
- Marina Rikhvanova Rússia Rússia
- Ignace Schops Bèlgica Bèlgica
- Rosa Hilda Ramos Puerto Rico Puerto Rico
- Jesús León Santos Mèxic Mèxic
- Pablo Fajardo Mendoza i Luis Yanza Equador Equador

### 2009
- Marc Ona Essangui Gabon Gabon
- Rizwana Hasan Bangladés
- Olga Speranskaya Rússia Rússia
- Yuyun Ismawati Indonèsia Indonèsia
- Maria Gunnoe Estats Units Estats Units
- Wanze Eduards & Hugo Jabini Surinam

### 2010
- Thuli Brilliance Makama, Swaziland

- Tuy Sereivathana, Cambodja
- Dt.łgorzata Górska, Polònia Polònia
- Humberto Ríos Llaurada, Cuba
- Lynn Henning, Estats Units Estats Units
- Randall Arauz, Costa Rica

### 2011
- Raoul du Toit, Zimbabue[3]
- Dmitry Lisitsyn Rússia Rússia
- Ursula Sladek Alemanya Alemanya
- Prigi Arisandi Indonèsia Indonèsia
- Hilton Kelley Estats Units Estats Units
- Francisco Pineda El Salvador El Salvador

### 2012
- Ikal Angelei Kenya Kenya
- Caroline Cannon Estats Units Estats Units
- Evgenia Chirikova Rússia Rússia
- Edwin Gariguez Filipines Filipines
- Sofia Gatica Argentina Argentina
- Ma Jun Xina R.P. de la Xina

### 2013
- Jonathan Deal Sud-àfrica Sud-àfrica
- Azzam Alwash Iraq Iraq
- Rossano Ercolini Itàlia Itàlia
- Aleta Baun Indonèsia Indonèsia
- Kimberly Wasserman Estats Units Estats Units
- Nohra Padilla Colòmbia Colòmbia

### 2014
- Desmond D'Sa  Sud-àfrica
- Ramesh Agrawal  Índia
- Suren Gazaryan  Rússia
- Rudi Putra  Indonèsia
- Helen Slottje  Estats Units
- Ruth Buendía  Perú

### 2015
- Myint Zaw Myanmar[4]
- Marilyn Baptiste Canadà
- Jean Wiener Haití
- Phyllis Omido Kenya
- Howard Wood Escòcia
- Berta Càceres, Hondures, assassinada el 3 de març de 2016[5]

### 2016
- Máxima Acuña, Perú[6]
- Zuzana Caputova, Eslovàquia[7]
- Luis Jorge Rivera Herrera, Puerto Rico[8]
- Edward Loure, Tanzània[9]
- Leng Ouch, Cambodja[10]
- Destiny Watford, Estats Units[11]

### 2017
- Wendy Bowman, Australia
- Rodrigue Mugaruka Katembo, República Democràtica del Congo
- Mark Lopez, United States
- Uroš Macerl, Slovenia
- Prafulla Samantara, India
- Rodrigo Tot, Guatemala

### 2018
- Manny Calonzo, Filipines[12]
- Francia Márquez, Colombia
- Nguy Thi Khanh, Vietnam
- LeeAnne Walters, Estats Units
- Makoma Lekalakala i Liz McDaid, Sud-àfrica
- Claire Nouvian, França

### 2019
- Alberto Curamil, Xile[13]
- Alfred Brownell, Líban
- Bayarjargal Agvaantseren, Mongòlia
- Ana Colovic Lesoska, Macedònia del Nord
- Jacqueline Evans, Illes Cook
- Linda Garcia, Estats Units

### 2020
- Leydy Pech, Mèxic[14]
- Kristal Ambrose, Bahames[14]
- Paul Sein Twa, Myanmar[14]
- Lucie Pinson, França[14]
- Chibeze Ezekiel, Ghana[14]
- Nemonte Nenquimo, Equador[14]

### 2021
- Gloria Majiga-Kamoto, Malawi[15]
- Thai Van Nguyen, Vietnam[15]
- Maida Bilal, Bòsnia i Hercegovina[15]
- Kimiko Hirata, Japó[15]
- Sharon Lavigne, Estats Units[15]
- Liz Chicaje Churay, Perú[15]

### 2022
- Chima Williams, Nigèria[16]
- Niwat Roykaew, Tailàndia[16]
- Marjan Minnesma, Països Baixos[16]
- Julien Vincent, Austràlia[16]
- Nalleli Cobo, Estats Units[16]
- Alex Lucitante i Alexandra Narvaez, Equador[16]

### 2023
- Zafer Kizilkaya, Turquia[17]
- Alessandra Korap Munduruku, Brasil[17]
- Chilekwa Mumba, Zàmbia[17]
- Tero Mustonen, Finlàndia[17]
- Delima Silalahi, Indonèsia[17]
- Diane Wilson, Estats Units[17]